# Eufrosina
Eufrosina (em grego Ευφροσύνη,  "alegria", "bom-humor", "felicidade"), também chamada de Eutimia (Ευθυμία, de eu = normal + timo = humor), na mitologia grega, era uma das graças. Personificação da alegria, era bela e graciosa. Dependendo das versões do mito, era filha de Zeus e Hera ou de Zeus e Eurínome, e irmã de Aglaia e Tália.
Dela se deriva o nome na psicologia de Eutimia.